# 俺たちのニライカナイ
「俺たちのニライカナイ」（おれたちのニライカナイ）は、日本のミュージシャンである長渕剛の42枚目のシングル。

## 解説
- 読売テレビ・日本テレビ系列『情報ライブ ミヤネ屋』2010年6月11日に長渕剛が出演時に、新曲として、パフォーマンスを行った後、問い合わせが殺到し、シングルカットとして、発売。

## 収録曲
- 作詞・作曲：長渕剛、編曲：長渕剛・上田健司
- CD

1. 俺たちのニライカナイ

- DVD

1. Special Remix DVD 俺たちのニライカナイ